# Ceryx macgregori
Ceryx macgregori là một loài bướm đêm thuộc phân họ Arctiinae, họ Erebidae.